# Balli tipici dell'Azerbaigian

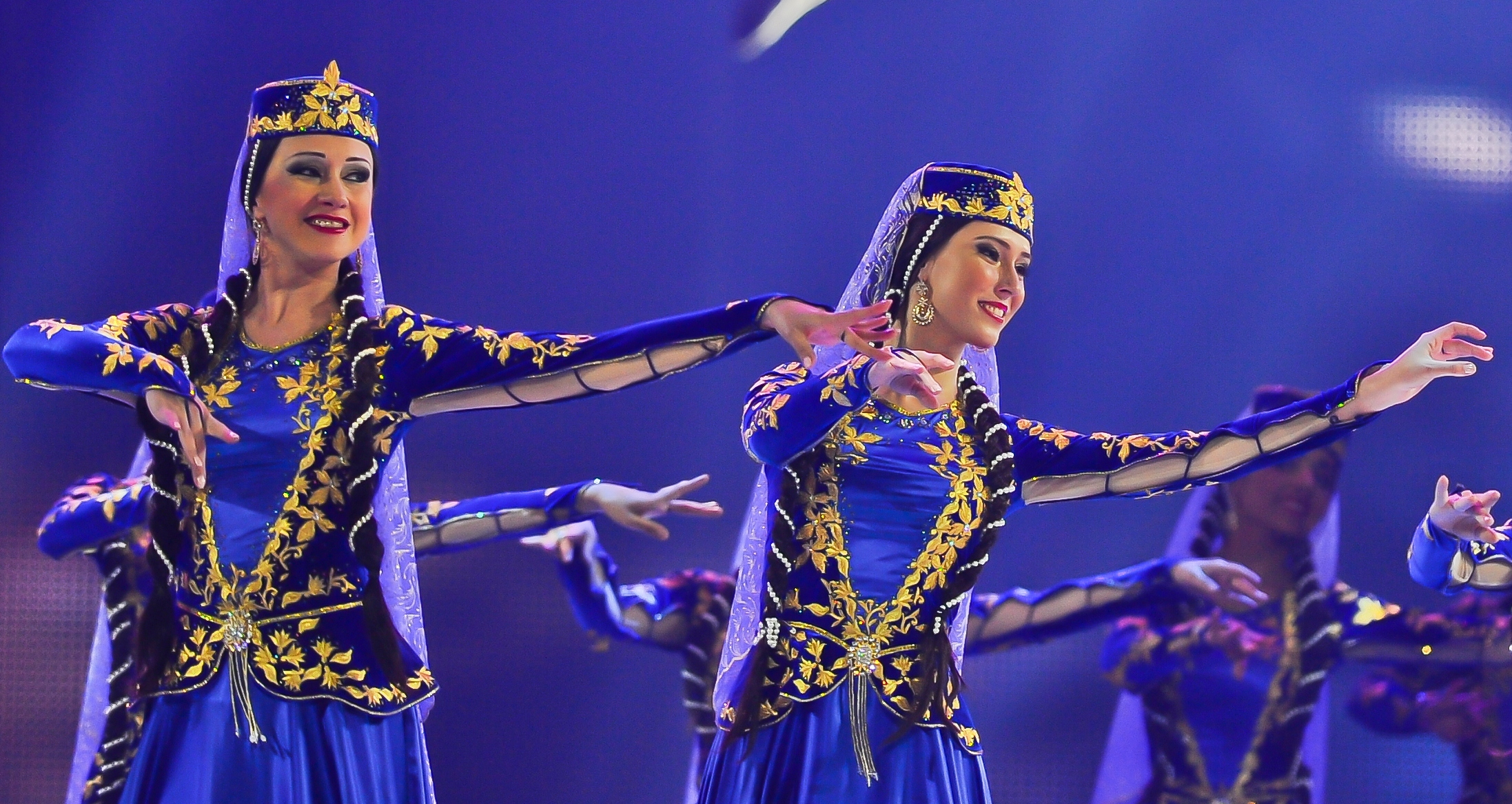
Ballerine azere

In Azerbaigian la danza gioca un ruolo fondamentale all'interno della sua cultura e tradizioni. È possibile trovare molteplici balli tipici popolari sia tra le persone che vivono in Azerbaigian che tra quelle che vivono nell'Azerbaigian persiano. Il ballo nazionale dell’Azerbaigian rappresenta le caratteristiche della sua nazione. Questi tipici balli si differenziano dagli altri balli per la rapidità dei loro movimenti e per i tempi veloci. Questo rappresenta la vivacità della nazione. Gli abiti tradizionali dell’Azerbaigian sono ben conservati all’interno dei molteplici balli nazionali.

## Lista dei balli tipici dell'Azerbaigian
- Abayı
- Ağır Karadagı
- Alcha Gulu

- Anzali
- Asma kasma
- Avarı
- Ay bari bakh
- Birilyant
- Choban Regsi
- Yallı (o halay)
- Innaby
- Khanchobany

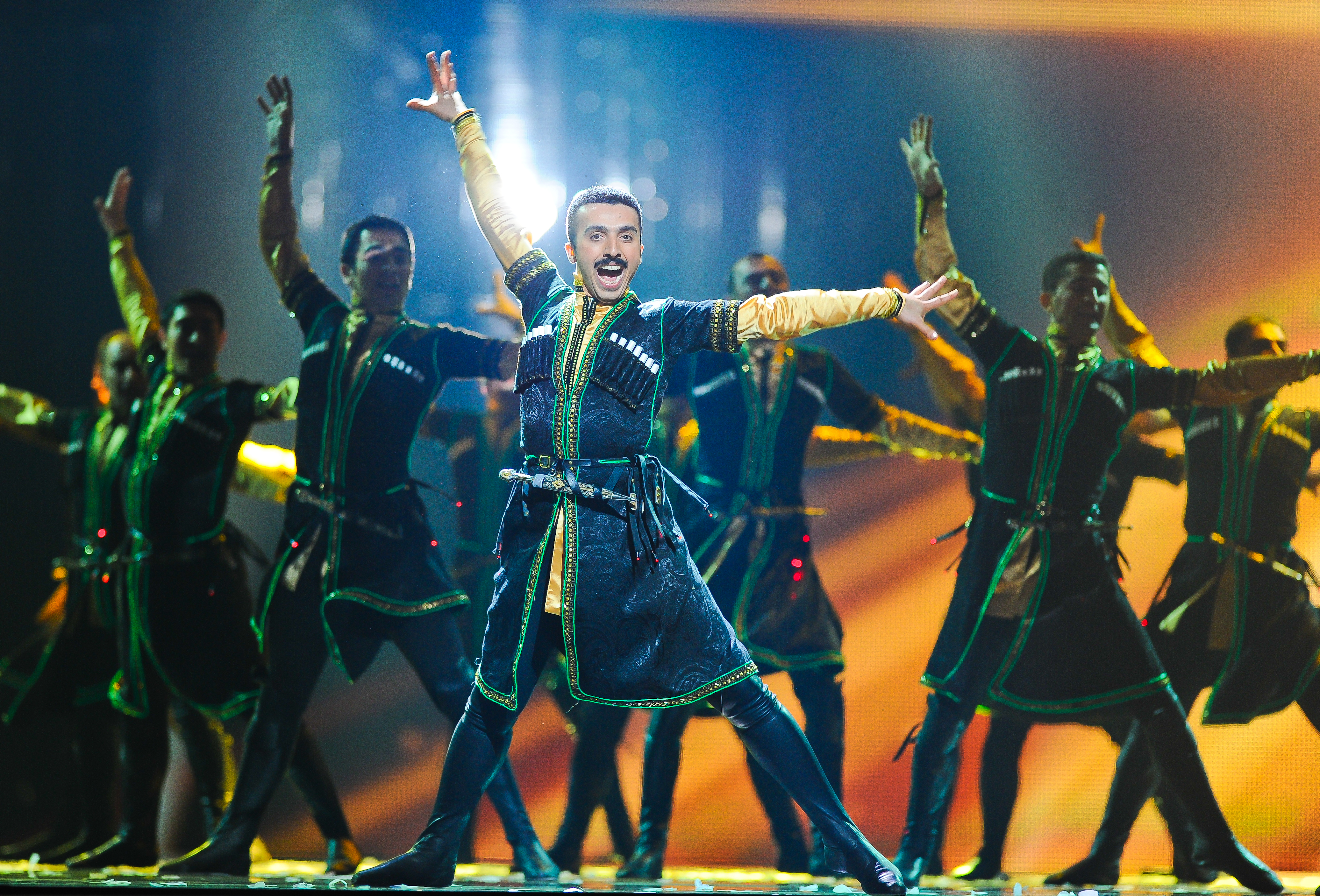
Ballerini azeri

- Ouch noumra, dourd noumra, besh noumra, alti noumra
- Tarakama
- Youz bir

## Caratteristiche dei balli tradizionali in Azerbaigian
- Abayi (in azero Abayı) è un ballo dell’Azerbaigian che ha origine nelle regioni azere di Shaki e Zaqatala. Oggetto della danza è la mezza età. In queste regioni le persone di mezza età sono chiamate "Abayi". Questo tipo di danza è generalmente eseguito da uomini o donne di mezza età. I creatori della melodia di questa danza sono i compositori Shaki. È un ballo un po’ esagerato e divertente ed ha un tempo di ballo lento. Questo tipo di danza veniva solitamente eseguita in gruppo, ma in seguito è stata trasformata in una danza individuale.

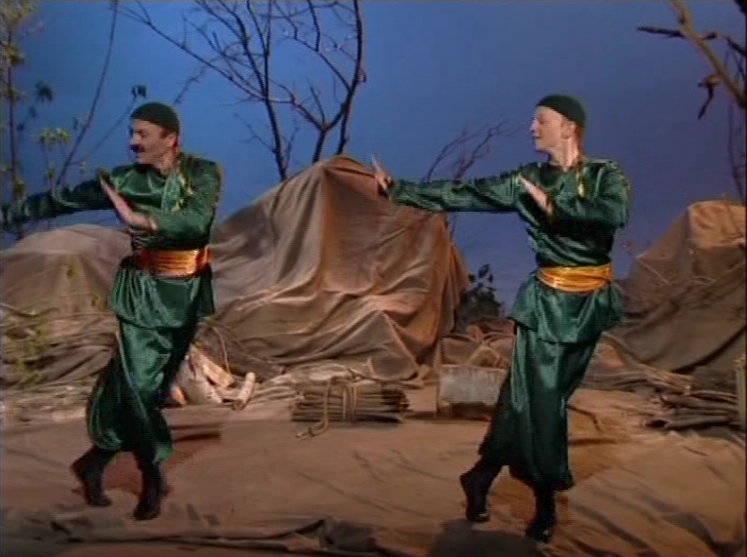
Shalakho

- Agir Karadagi (in azero: Ağır Qaradağı) è la melodia azera di una danza creata in Karadakh. È molto popolare a Shaki e Zaqatala in Azerbaigian e si balla lentamente.
- Alcha Gulu (in azero: Alça gulu - che significa fiore della prugna) è una danza azera-indiana creata tra il 1910 e il 1920 nella regione Shaki da Ali Karimov che viveva nel villaggio di Kalva. Viene eseguito solo da donne ed ha un tempo di danza veloce.
- Anzali (in azero: Ənzəli) è la melodia di una danza che è stata creata tra gli anni 1880-1890 circa a Baku. Viene eseguita lentamente e per questo motivo è adatta per le persone anziane. La danza "Anzali" è un ballo tradizionale. Viene eseguita all’inizio del matrimonio. In origine solo gli anziani eseguivano questo tipo di ballo, ma oggi anche i giovani possono farlo.
- Asma Kasma (in azero: Asma Kəsmə) è una delle più antiche danze azere che è attuata nel matrimonio. Il suo nome deriva dalla musica con il nome di "Asma-Kasma" che viene usata quando si accompagna la sposa nella casa del futuro sposo dove le donne iniziano a ballare per celebrare la sposa. La sua velocità è lenta ed un po' esagerata. Inoltre è piena di salti.[2]
- Asta Karabagi (in azero: Asta Qarabağı) è una danza azera che ha origini nel Karabakh. La disposizione dei suoi movimenti è fissa ed ha un tempo di danza lenta.
- Avari (in azero: Avarı) è collegato agli Avari che vivono in Azerbaigian. La danza "Avari" è molto popolare in Azerbaigian. Consiste in tre parti. All'inizio è lento, a poco a poco aumenta la velocità e nella parte finale diventa veloce come il ritmo della musica Lezginka.
- Ay bari bakh (in azero: Ay bəri bax – che significa guardami) è una delle più antiche danze che viene eseguita solo da donne.
- Banovsha (in azero: Bənövşə - che significa Viola in lingua persiana) viene eseguito utilizzando i sentimenti del fiore, mostrando come la viola cresca dalla terra, sboccia e sbiadisce.
- Birilyant (in azero: Birilyant - che significa luminoso) è una danza azera che si divide in due tipi diversi. Uno di questi è stato creato a Baku negli anni 1920-1922. Il suo ritmo musicale è veloce ed è eseguito da uomini. Il secondo, invece, è solo per le donne. La sua musica è elegante e melodiosa. La sua velocità è lenta.
- Ceyrani o Ceyran bala (in azero: Ceyran - che significa Gazzella, nome dato alle ragazze azere) è una danza antica e delicata. Questa danza mostra la grazia e l'eleganza della gazzella. Viene eseguito da uomini e donne.
- Chichekler (che significa fiori in azero) è una danza molto elegante. In origine questa danza veniva eseguita da donne in due forme diverse: una lenta ed una veloce. È stata creata nel 1910. Il gruppo di ragazze si riunisce per raccogliere fiori. Vorrebbero mettersi in mostra e far vedere al pubblico l'aspetto dei bei fiori raccolti. I fiori sono associati a quanto sono belle le ragazze nei costumi colorati. Formano cerchi e triangoli durante la danza. Movimenti e giri sofisticati delle mani creano un'atmosfera molto allegra. La musica è up-bit ed energica.
- Choban Regsi (dal persiano: Choopan, lett. "Ballo di Shepherd") è ballato solo da interpreti maschili. Il costume è tipico delle zone rurali ed in particolare dei pastori. La musica è up-bit ed energica. Questa danza simboleggia uno spirito allegro del pastore che porta la sua mandria a valle.
- Gaitagi- (in azero: Qaytağı) è una danza nazionale dell'Azerbaigian. Le esibizioni sono caratterizzate da un ritmo veloce ed espressione di coraggio, forza e temperamento. È una danza molto rapida e dinamica.
- Gangi (in azero: Cəngi - significato collegato alla guerra (dal persiano: Dgang جنگ, letteralmente "Guerra")) richiama tutte le persone all'unità, all'amicizia e all'invincibilità.

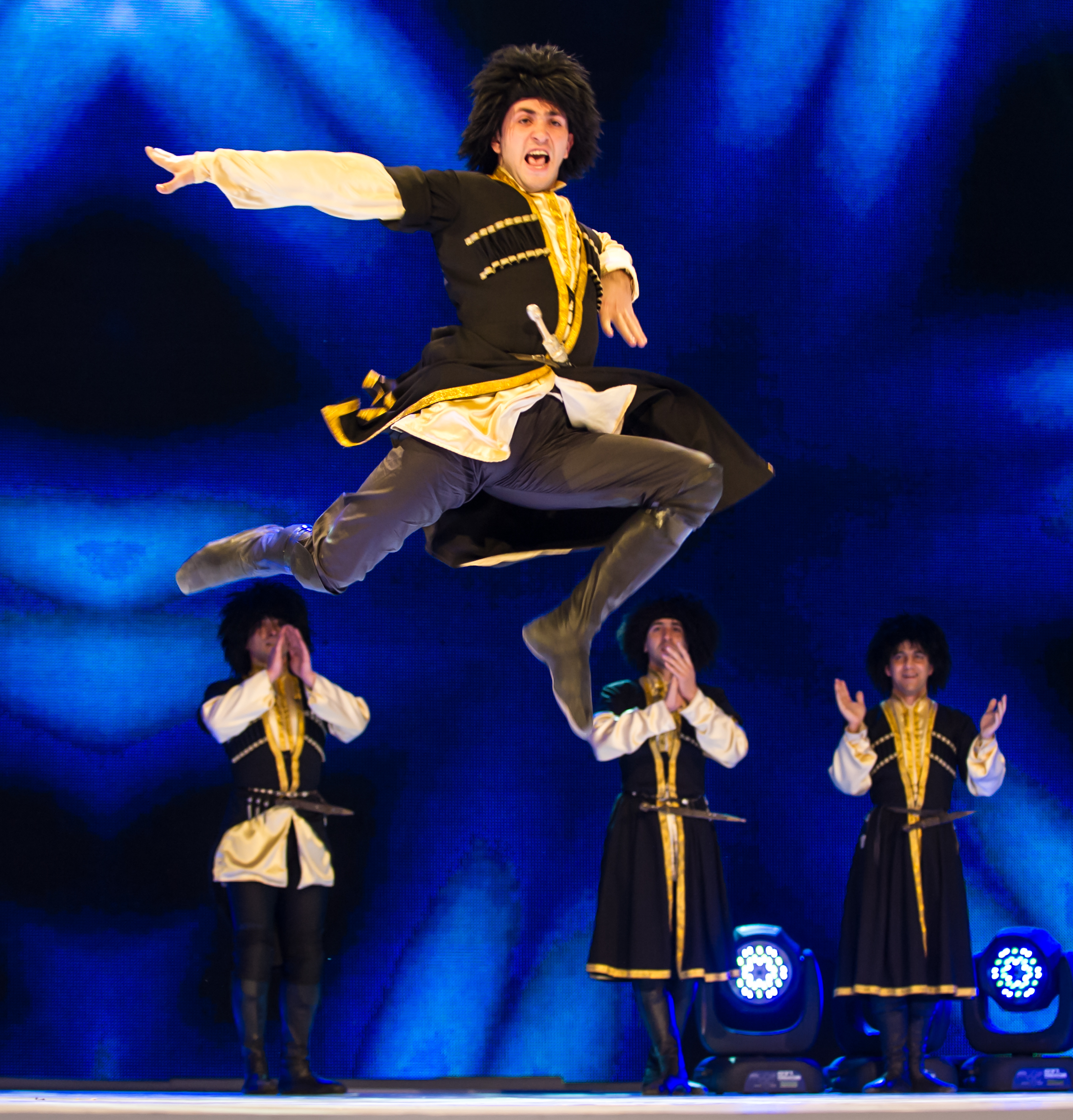
Ballo Jangi

- Halay (in azero: Yallı) propaga l'unanimità, l'unità e la collettività. È un ballo molto vecchio e molto personalizzato in Azerbaigian. Le prime volte veniva eseguito nella tradizionale forma della celebrazione del fuoco, che era fonte di calore, luce e cibo caldo. In questa celebrazione tradizionale, i danzatori adoravano il fuoco come una dea. Lo yallı ha inizio con una bassa velocità e termina in modalità veloce con rapidi passaggi in esecuzione. Ci sono molti tipi di yallı in Azerbaigian. Questa danza è eseguita da un gruppo di persone e nei tempi antichi chiunque non la ballava correttamente veniva punito dal capo della tribù che gli faceva cantare una canzone o ballare un'altra danza.
- Heyvagulu (in azero: Heyvagülü) è coreografato sotto il Seygah Mugham.
- Innabi (in azero: İnnabı - che significa nome di un frutto) è una danza per ragazze e viene eseguita da una o due ragazze. Le ballerine mostrano le arie e le grazie di una donna così come una civetteria.
- Lezginka (in azero: Ləzgi) è la danza nazionale dei Lezgini popolare tra le persone che vivono nelle montagne del Caucaso. I suoi nomi derivano dalla gente di Lezgin. Gli azerbi hanno le loro versioni.
- Mirzayi (in azero: Mirzəyi) è tradizionalmente ballato alle feste di matrimonio ed è interpretato da uomini e donne con dei fazzoletti nelle loro mani.
- Nalbeki (in azero: Nəlbəki - che significa "piattino") è una danza eseguita solo da donne durante la quale vengono utilizzati dei piattini.
- Oum noumra, noumra, noumra besh, alti noumra (in azero: 3 nümrə. 4 nümrə. 5 nümrə. 6 nümrə. - significa N.3, N.4, N.5, N.6) sono tutte melodie di danza composte nella seconda metà degli anni '20 a Baku, capitale dell'Azerbaigian. Queste danze, in particolare la N.5 e N.6, sono ancora famose. Le danze n.3 e n.5, che hanno tempi lenti e melodie malinconiche, sono eseguite da donne. Danza N.4 e N.6 hanno un tempo leggermente più veloce e vengono eseguiti da uomini e donne.
- Tarakama (in azero: Tərəkəmə) è un ballo da tribù. I ballerini allungano le braccia e vanno avanti a testa alta. Questa danza è piena di sentimenti di libertà ed espansività. Lo eseguono sia uomini che donne.
- Turajy (in azero: Turacı) si distingue per la melodia lirica e sottile. La danza Turajy è eseguita solo da donne.
- Uzundara è una lunga esibizione di danza. L'Uzundere è tradizionalmente eseguito quando la sposa e lo sposo sono sulla strada.
- Vagzali (in azero: Vağzalı) si balla quando la sposa viene portata dalla sua casa natale alla casa dello sposo e la sua partenza si riflette in questa danza.
- Zorkhana (in persiano: Zurkhaneh, letteralmente "casa della potenza") è una danza maschile che simboleggia brillantemente coraggio, prodezza ed entusiasmo giovanile.

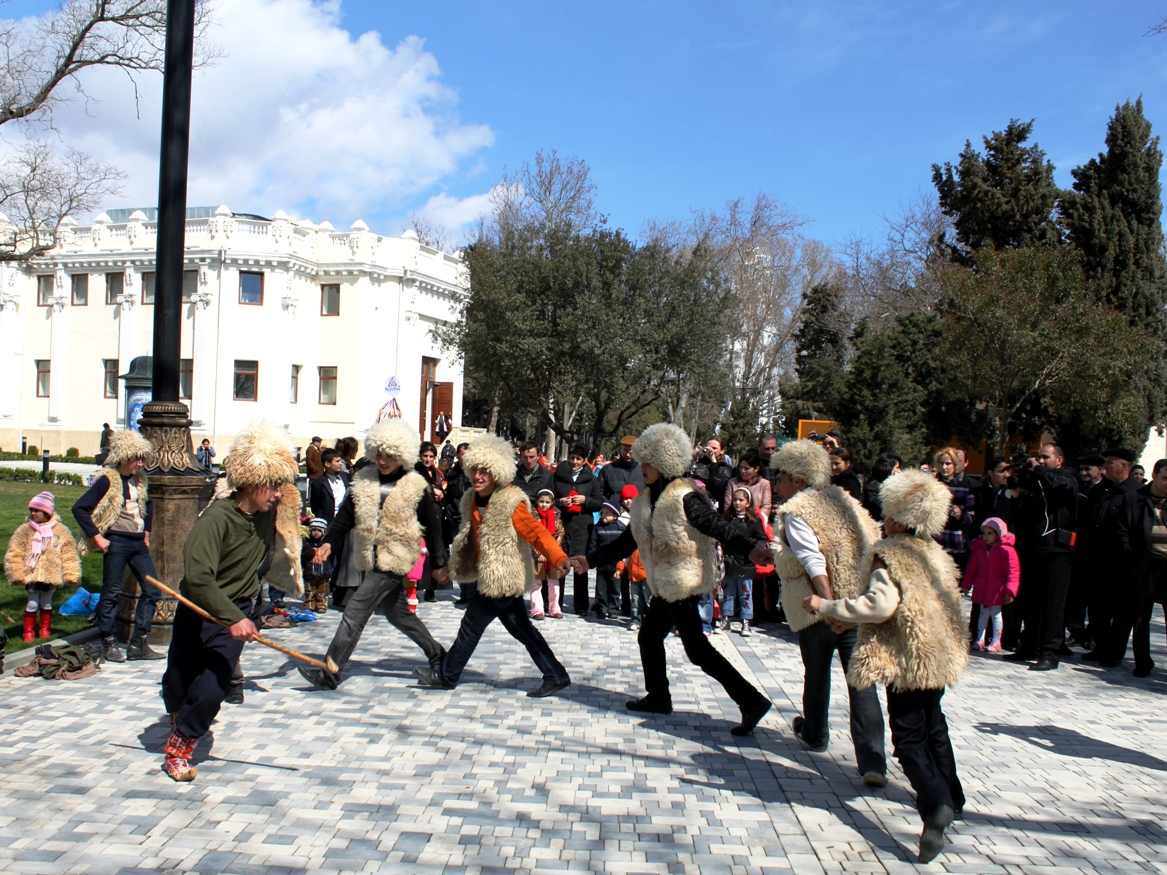
Ballo Khanchobany per il nowruz

## Balli durante il periodo di Nowruz
La festa di Nowruz (Nowruz è tradotto come "un nuovo giorno", scritto come Novruz in azero) è la festa più antica ed amata per celebrare un nuovo anno e l'inizio della primavera. Viene festeggiata nei Paesi dall'estremo est del Tagikistan fino all'estremo ovest della regione Kurdistan della Turchia. Si celebra il giorno dell'equinozio di primavera, 21-22 marzo. Il nowruz è il simbolo del rinnovamento della natura e della fertilità. Il nowruz è stato celebrato fin dai tempi antichi in questi territori dell'Asia. 
Il nowruz in Azerbaigian è una festività da celebrare in famiglia. La sera prima della festa tutta la famiglia si riunisce attorno al tavolo delle feste apparecchiato con vari piatti per rendere ricco il nuovo anno. La festa si prolunga per diversi giorni e termina con balli festosi in luoghi pubblici, altri spettacoli di gruppi folk e concorsi di sport nazionali.